# Библиотекари
Библиотекари је америчка фантастично-авантуристичка телевизијска серија чији је творац Џон Роџерс и емитована је на каналу TNT, а премијерно је приказана 7. децембра 2014. године. Директан је наставак серијала филмова Библиотекар, и дели континуитет са филмовима. TNT је отказао серију у марту 2018. године. 

## Радња
Серија прати четворо новопримљених људи које је регрутовала Библиотека: пуковница Ив Берд (Ребека Ромејн), НАТО антитерористичке јединице, којој је суђено да буде нови Чувар; Језекиљ Џоунс (Џон Харлан Ким), савршени лопов који може да хакује рачунар Националне Сигурносне Агенције једнако лако као што може украсти Фабержеово јаје; Касандра Килијан (Линди Бут), брилијантна научница и математичарка која поседује трачак магије; и Џејкоб Стоун (Кристијан Кејн), полимат, лингвиста, стручњак за архитектуру, уметност, историју уметности, археологију и светске културе прошлости и садашњости, укључујући културе првих народа, и друга поља сувише бројна да би се помињала, укључујући и туче у баровима. Њих троје су добили позивнице од Библиотеке у исто време као и тренутни библиотекар Флин Карсен (Ноа Вајл), али се из различитих разлога нису појавили на својим разговорима. Њихови животи су угрожени у првој епизоди серије. На крају друге епизоде Библиотека поново шаље њихове позивнице.
У раскиду са концептом утврђеним у филмовима да у исто време може постојати само један Библиотекар, прве епизоде откривају да је стање света толико угрожено да јој је потребан тим Библиотекара, док је Берд чувар њих четворо. Уз помоћ Џенкинса/Галахада (Џон Ларокет), бесмртног управника Анекса Библиотеке, они решавају немогуће мистерије, враћају моћне магичне артефакте, боре се против натприродних претњи — и уче важне ствари о себи и једни о другима. У првој сезони боре се са снагама Братства Змија, предвођених загонетним бесмртним Дулаком (Мет Фруер). Карсен, који прву сезону проводи у потрази за главном Библиотеком (уклоњен из времена и простора на почетку серије), појављује се у неким епизодама.
У другој сезони појављује се пар нових зликоваца, обоје из веома познатих дела: Просперо (Ричард Кокс), из Шекспирове Буре, и Моријарти (Дејвид С. Ли), главни противник Шерлока Холмса. Просперо је представљен као веће зло, покушавајући да магијом уништи свет како би га преправио по свом укусу, док је Моријарти више сиви негативац - обично удружен са Проспером, али спреман да стане на страну Библиотекара када то одговара његовим сопственим интересима.
Трећа сезона представља новог непријатеља, Апепа, египатског бога хаоса. Вековима раније поразио га је први Библиотекар Џадсон (Боб Њухарт) и његов Чувар Шарлин (Џејн Кертин), али васкрсава када се отворио његов саркофаг и креће у мисију пуштања чистог зла у свет, запоседајући успут много различитих људи. Док покушавају да зауставе Апепа, поступке Библиотекара помно прати генерал Синтија Роквел (Ванеса Вилијамс) из нове тајне владине агенције, назване D.O.S.A. (Department of Statistical Anomalies, „Одељење за статистичке аномалије”).
Четврта сезона престаје са сезонским причама у корист самосталних епизода, са три стална проблема: Пре пролећне равнодневнице, Флин и Ив морају да обаве церемонију која ће их везати једно за друго, и за Библиотеку, као што су то учинили Шарлин и Џадсон пре њих. Они ће постати бесмртни и везати Библиотеку за Земљу, дајући јој људску везу и људско срце, уместо хладног, неумољивог и опасно саможивог става који би је карактерисао без те везе (у трећој сезони сазнајемо да је Библиотека свестан ентитет). Повратак Никол Нун (Рејчел Николс), првог Флиновог Чувара, за коју се веровало да је мртва и сада бесмртна, поставља многа питања. Такође долази и до сукоба између Библиотекара због тврдње бившег Библиотекара Дерингтона Дера да у исто време може постојати само један Библиотекар, или ће исход бити катастрофалан. Ове три приче нису решене до последње епизоде.

## Епизоде
TNT је 12. фебруара 2015. године обновио серију за другу сезону од 10 епизода, која је емитована од 1. новембра до 27. децембра 2015. Обновио је серију за трећу сезону 15. децембра 2015. године за 10 епизода, која је емитована од 20. новембра 2016. до 22. јануара 2017. TNT је 24. јануара 2017. обновио серију за четврту и последњу сезону која је премијерно приказана 13. децембра 2017. године.
| Сезона | Сезона | Епизоде | Епизоде | Оригинално емитовање | Оригинално емитовање |
| Сезона | Сезона | Епизоде | Епизоде | Премијера            | Финале               |
| ------ | ------ | ------- | ------- | -------------------- | -------------------- |
|        | 1.     | 10      | 10      | 7. децембар 2014.    | 18. јануар 2015.     |
|        | 2.     | 10      | 10      | 1. новембар 2015.    | 27. децембар 2015.   |
|        | 3.     | 10      | 10      | 20. новембар 2016.   | 22. јануар 2017.     |
|        | 4.     | 12      | 12      | 13. децембар 2017.   | 7. фебруар 2018.     |

## Глумачка постава

### Главни глумци
- Ребека Ромејн у улози пуковнице Ив Берд, бивше агентице НАТО-а коју је Библиотека изабрала за „Чувара”, имала је задатак да заштити и обучи нове Библиотекаре и заштити Флина.
- Кристијан Кејн у улози Џејкоба Стоуна, нафташа из Оклахоме и генија са количником интелигенције од 190 и богатим знањем језика, археологије, индијанске културе, историје уметности, конзервације, архитектуре и још много тога. У страху од неодобравања породице, крио је своје таленте од њих, објављујући књиге под неколико псеудонима и освајајући светско признање за своју стручност.
- Линди Бут у улози Касандре Килијан, математичарке која има неконтролисане слушне и сензорне халуцинације повезане са повраћајем сећања, као и ретко стање звано синестезија. Има тумор на мозгу, дијагностикован у детињству, који узрокује бол ако превише размишља. Од своје младости живи са сазнањем да ће је тај тумор убити, осим ако не ризикује изузетно опасну операцију која јој може одузети живот и ако преживи, вероватно уништити њен дар.
- Џон Харлан Ким у улози Језикиља Џоунса, аустралијског лопова и "мајстора технологија", хаковао је сигурносну мрежу лондонске полиције, Националну Сигурносну Агенцију и бројне друге агенције за спровођење закона.
- Џон Ларокет у улози Џенкинса (Галеаса/Галахада), невољног, понекад свадљивог чувара Анекса; тамо је радио „дуже него што ико зна“ и има широко знање о древним знаностима.

### Споредни глумци
- Ноа Вајл у улози Флина Карсена, који је био Библиотекар у последњих 10 година, и повремено ради заједно са тимом.
- Мет Фруер у улози Дулака, мистериозног бесмртног вође Братства Змија, који има прошлу везу са Џенкинсом. Током владавине краља Артура био је познат као Сер Ланселот и посветио се преокретању догађаја који су довели до пада Камелота.
- Лезли-Ен Брант у улози Ламије, Дулакове заменице у Братству Змија. Њено име је референца на митску либијску краљицу истог имена.
- Џејн Кертин у улози Шарлин, управнице Библиотеке, која је интервјуисала Флина за посао Библиотекара.
- Боб Њухарт у улози Џадсона, првог Библиотекара, који сада делује као ментор онима који преузимају посао.
- Ричард Кокс у улози Проспера, измишљеног главног лика Буре, који оживљава настојећи да поврати своје моћи и освоји свет.
- Дејвид С. Ли у улози професорс Моријартија, главног непријатеља Шерлока Холмса, којег Просперо позива да му помогне.
- Рејчел Николс у улози Никол Нун, првог Флиновог Чувара. Била је послата 500 година у прошлост, користила је магију да јој продужи живот и провела је наредних 5 векова планирајући шта да ради када поново види Флина.

## Продукција
TNT је наручио недељну верзију серије „Библиотекари“ од десет епизода, пратећи оригиналну глумачку поставу која укључује Ноу Вајла, Боба Њухарта и Џејн Кертин, као и пет нових ликова који раде за Библиотеку. Серија је снимана у Портланду у држави Орегон. Неке сцене су снимане у управној згради Орегона (Oregon State Capitol) у Сејлему.
Дин Девлин је 8. марта 2018. године објавио да је TNT отказао серију и да је у процесу продаје серије другим мрежама; међутим, у јуну је Девлин објавио да су преговори били неуспешни.

## Романи
Објављена су три повезана романа, а све је написао Грег Кокс: Књига The Librarians and the Lost Lamp (2016) прати ликове телевизијске серије док покушавају да пронађу Аладинову лампу и у прошлости и у будућности. У књизи The Librarians and the Mother Goose Chase (2017) ликови покушавају да пронађу разне одељке оригиналне књиге прича о Мајци Гусци пре него што потомак оригиналне Мајке Гуске успе да поново споји све делове и искористи њену моћ. У књизи The Librarians and the Pot of Gold (2019), Братство Змија се вратило, а Библиотекари сазнају истину која стоји иза приче о светом Патрику који је уз помоћ једног Библиотекара отерао „змије“ из Ирске.

## Критички пријем
Серија „Библиотекари” је постигла оцену 63 од 100 на сајту Metacritic на основу 11 „генерално повољних“ рецензија. Веб-сајт за прикупљање филмских рецензија Rotten Tomatoes известио је о оцени критичара од 70% са просечном оценом 6,7 од 10 на основу 14 рецензија.

### Признања
| Година | Награда             | Категорија                               | Прималац       | Резултат   | Реф.   |
| ------ | ------------------- | ---------------------------------------- | -------------- | ---------- | ------ |
| 2018   | 44. Награде Сатурна | Најбоља фантастична телевизијска серија  | „Библиотекари” | Номинована | [ 11 ] |
| 2018   | 44. Награде Сатурна | Најбоља споредна мушка улога             | Кристијан Кејн | Номинован  | [ 11 ] |
| 2018   | 44. Награде Сатурна | Најбоље гостовање у телевизијској серији | Рејчел Николс  | Номинована | [ 11 ] |